# Насирия (Алжир)
Насирия (араб. ناصرية‎, фр. Naciria) — коммуна на севере Алжира, на территории вилайета Бумердес, административный центр одноимённого округа.

## Географическое положение
Коммуна находится в юго-восточной части вилайета, на высоте 158 метров над уровнем моря.
Коммуна расположена на расстоянии приблизительно 77 километров к востоку от столицы страны Алжира и в 43 км к востоку от административного центра вилайета Бумердеса.

## Демография
По состоянию на 2008 год население составляло 22 431 человек.
Динамика численности населения коммуны по годам:
| 1977   | 1987   | 1998   | 2008   |
| ------ | ------ | ------ | ------ |
| 12 013 | 17 563 | 21 272 | 22 431 |